# Karitu
Karitu ist ein Verwaltungsbezirk (englisch Ward) des Distrikts Nzega (DC) in der tansanischen Region Tabora.

## Geografie
Karitu ist ein ländlicher Bezirk im westlichen Teil des zentralen Hochlands von Tansania, etwa 25 Kilometer westsüdwestlich der Distrikthauptstadt Nzega. Bei der Volkszählung 2022 lebten 10.241 Menschen in 1879 Haushalten auf einer Fläche von 104 Quadratkilometern.
Der Bezirk grenzt an vier Bezirke des Distrikts Nzega (DC):
|          | Itobo                                       |        |
| Isagenhe | Kompassrose, die auf Nachbargemeinden zeigt | Isanzu |
|          | Mwantundu                                   |        |

## Gliederung
Der Bezirk besteht aus vier Gemeinden (swahili Mtaa) mit 26 Orten (Kitongoji):
| Gulumbai - Gulumbai - Ugembe - Ngukulu - Udundulu | Bulunde - Bulunde - Shilabela - Lubisu - Isanagongo - Kalemela - Mhimbi - Busasi - Walo | Idubula - Idubula - Ipalilo - Bulambo - Nghuba - Igondamatanga - Idanda - Kindagili - Mwalukulu - Manigilo | Itunda - Itunda A - Itunda B - Lubisu - Isomya - Itwanga |

## Infrastruktur
- Bildung: Die Karitu Secondary School ist die einzige weiterführende Schule des Bezirks.[8] Sie ist eine staatliche Tagesschule mit einer Ausbildung bis zur 4. Stufe.[9]
- Gesundheit: Im Bezirk liegt eine staatliche Apotheke.[10]